# 佐藤隆 (政治家)
佐藤 隆（さとう たかし、1927年12月11日 - 1991年4月17日）は、日本の政治家。自由民主党参議院議員（2期）・衆議院議員（6期）。新潟県中蒲原郡亀田町（現新潟市）出身。東京農業大学卒業。従三位勲一等瑞宝章。父は衆議院議員・参議院議員と務めた佐藤芳男、子は新潟県議会議員の佐藤純。

## 来歴・人物
1949年東京農業大学農学部農業経済学科卒業後、農林中央金庫に入り、後に農林漁業金融公庫に移る。退社後は父・芳男の秘書を経て、1967年の衆議院議員総選挙に旧新潟2区から無所属で出馬したが落選。しかし同年8月に父が災害で急死し、それを受けて行われた参議院議員補欠選挙に新潟選挙区から自民党公認で出馬し初当選。参院議員を2期務め、1976年に衆院へ鞍替えして旧新潟2区から初当選。以後6回連続当選を果たす。清和会に所属する傍ら、タカ派政策集団「青嵐会」の活動などを通して総務庁長官などを務めた玉置和郎と密接な関係にあり、玉置や桜井新らと共に「玉置グループ」を旗揚げしようとしたこともある。農林水産政務次官、衆参両院で農林水産委員長を務めるなど党内きっての農水族議員として知られ、1987年竹下内閣の農林水産大臣として初入閣。在任中は米国との交渉に臨み牛肉・オレンジの輸入自由化に踏み切った。
1991年4月17日、肝不全のため死去、63歳没。

## その他
1986年10月9日、両国国技館で行われた「INOKI 闘魂 LIVE」で、二階堂進プロレスリングコミッショナー代理として、「前田日明対ドン・中矢・ニールセン」戦の異種格闘技戦認定宣言を読み上げた。
| 公職            | 公職                                 | 公職          |
| --------------- | ------------------------------------ | ------------- |
| 先代 加藤六月   | 農林水産大臣 第11代:1987年 - 1988年  | 次代 羽田孜   |
| 議会            |                                      |               |
| 先代 中尾栄一   | 衆議院農林水産委員長 1978年 - 1979年 | 次代 内海英男 |
| 先代 初村滝一郎 | 参議院農林水産委員長 1974年 - 1976年 | 次代 小林国司 |